# 佩什泰拉

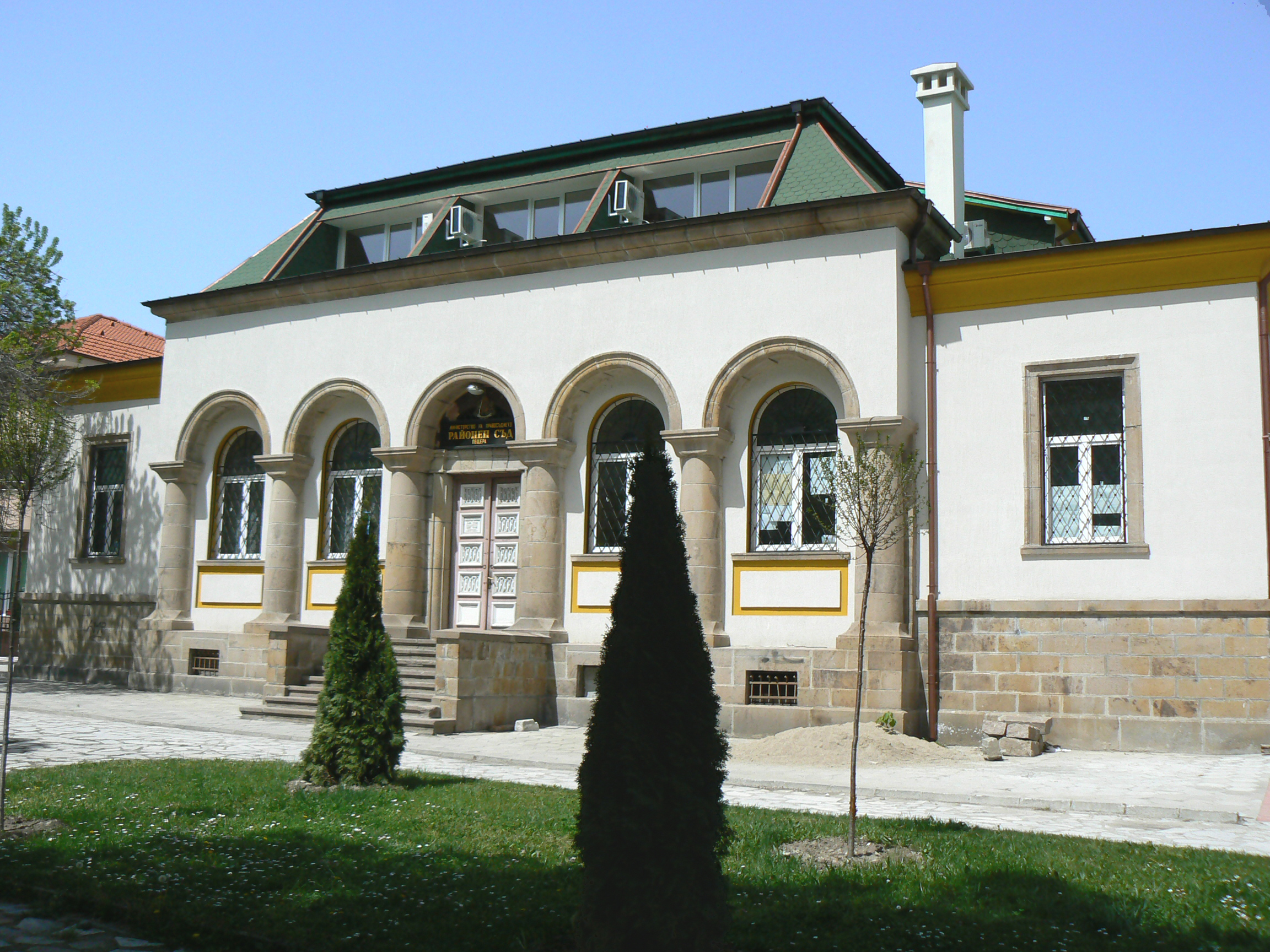

佩什泰拉（Пещера）是保加利亞南部帕扎爾吉克州佩什泰拉市鎮的城鎮及行政中心，距離州府帕扎爾吉克20公里，海拔高度450米，2009年人口20,753。